# 三枝孝榮
三枝孝榮（さえぐさ　こうえい、1930年11月2日 - 2021年5月11日）は、日本の演出家、番組制作者、音楽家、舞踊評論家。
九代目岩井半四郎の養女の福の子女である日本舞踊岩井流宗家の五代目岩井紫若を妻とし、実業家でプロデューサーの三枝孝臣は長男。

## 来歴
慶應義塾大学経済学部を1952年（昭和27年）に卒業後、NHKに入社した。1963年（昭和38年）にNHKを退職、1964年（昭和39年）に東京12チャンネル（テレビ東京）の開局に伴い移籍した。後にテレビ東京常務、制作社長を歴任する。
1996年（平成8年）に松竹の子会社として設立された伝統文化放送の初代代表取締役社長に就任し、歌舞伎チャンネルの運営を行った。2005年（平成17年）に取締役相談役に退いた。
2021年5月11日、老衰のため死去。90歳没。

### 人物
放送局員としての経験と歌舞音曲に精通していることから、主に伝統芸能分野において、数多くの審査員を務めた。慶應義塾在学時は長唄研究会に所属しており、後に邦楽分野において作詞作曲を手掛けたほか、テレビ東京でプロデューサーとして『なつかしの歌声』をはじめとする歌謡番組などを企画制作、NHK時代は「青銅の基督」、「地獄変」などのドラマの演出を主に担当していた。歌舞伎チャンネルの運営などの実績からも、日本の伝統芸能関係における評論家の重鎮の一人となった。

## 出版
編著『なつかしの歌声：流行歌の昭和史』東京12チャンネル企画.永来重明著.日本音楽出版.1970
ほか、邦楽舞踊曲において作詞作曲の作品、雑誌等での舞踊評論の解説記事などがある。